# Peter Schep
Pieter Otto Schep –conocido como Peter Schep– (Lopik, 8 de marzo de 1977) es un deportista neerlandés que compitió en ciclismo en las modalidades de pista, especialista en las pruebas de puntuación y madison, y ruta.
Ganó seis medallas en el Campeonato Mundial de Ciclismo en Pista entre los años 2005 y 2011, y tres medallas en el Campeonato Europeo de Ciclismo en Pista entre los años 2006 y 2009.
Participó en cuatro Juegos Olímpicos de Verano, entre los años 1996 y 2008, ocupando el séptimo lugar en Sídney 2000 (persecución por equipos), en Atenas 2004 el quinto lugar en persecución por equipos y el séptimo en puntuación y el octavo en Pekín 2008 en madison.

## Medallero internacional
| Campeonato Mundial | Campeonato Mundial            | Campeonato Mundial | Campeonato Mundial      |
| Año                | Lugar                         | Medalla            | Competición             |
| ------------------ | ----------------------------- | ------------------ | ----------------------- |
| 2005               | Los Ángeles ( Estados Unidos) | Medalla de plata   | Persecución por equipos |
| 2006               | Burdeos ( Francia)            | Medalla de oro     | Puntuación              |
| 2007               | Palma de Mallorca ( España)   | Medalla de plata   | Madison                 |
| 2008               | Mánchester ( Reino Unido)     | Medalla de bronce  | Puntuación              |
| 2010               | Ballerup ( Dinamarca)         | Medalla de plata   | Puntuación              |
| 2011               | Apeldoorn ( Países Bajos)     | Medalla de bronce  | Madison                 |
| Campeonato Europeo |                               |                    |                         |
| Año                | Lugar                         | Medalla            | Competición             |
| 2006               | Ballerup ( Dinamarca)         | Medalla de plata   | Madison                 |
| 2007               | Alkmaar ( Países Bajos)       | Medalla de oro     | Madison                 |
| 2009               | Gante ( Bélgica)              | Medalla de bronce  | Madison                 |

1. 1 2 3  Campeonato Europeo realizado sólo para la disciplina de madison.